# Église Sainte-Croix de Saint-Pourçain-sur-Sioule
L'église Sainte-Croix est une église catholique située à Saint-Pourçain-sur-Sioule, en France.

## Localisation
L'église est située dans le département français de l'Allier, sur la commune de Saint-Pourçain-sur-Sioule.

## Historique
L'édifice est classé au titre des monuments historiques en 1875.
Cette église paroissiale est une ancienne église priorale qui elle même était rattachée à un prieuré bénédictin aujourd'hui disparu.
L'édifice a été construit au XIIe siècle mais il a subi d'importantes évolutions au cours du temps. 
Les seules parties datant entièrement de cette époque sont le porche d'entrée et les deux murs des bas-côtés jusqu'à la quatrième travée de la nef. 
Au XIIIe siècle ont été ajoutés : le reste de la nef, le transept, le chœur, le déambulatoire, les cinq absidioles. 

Du XVe siècle nous parvient une charpente apparente qui couvre la nef et le chœur. Quatre travées d'un cloître situées au sud, et le long des bas-côtés datent également de cette période.

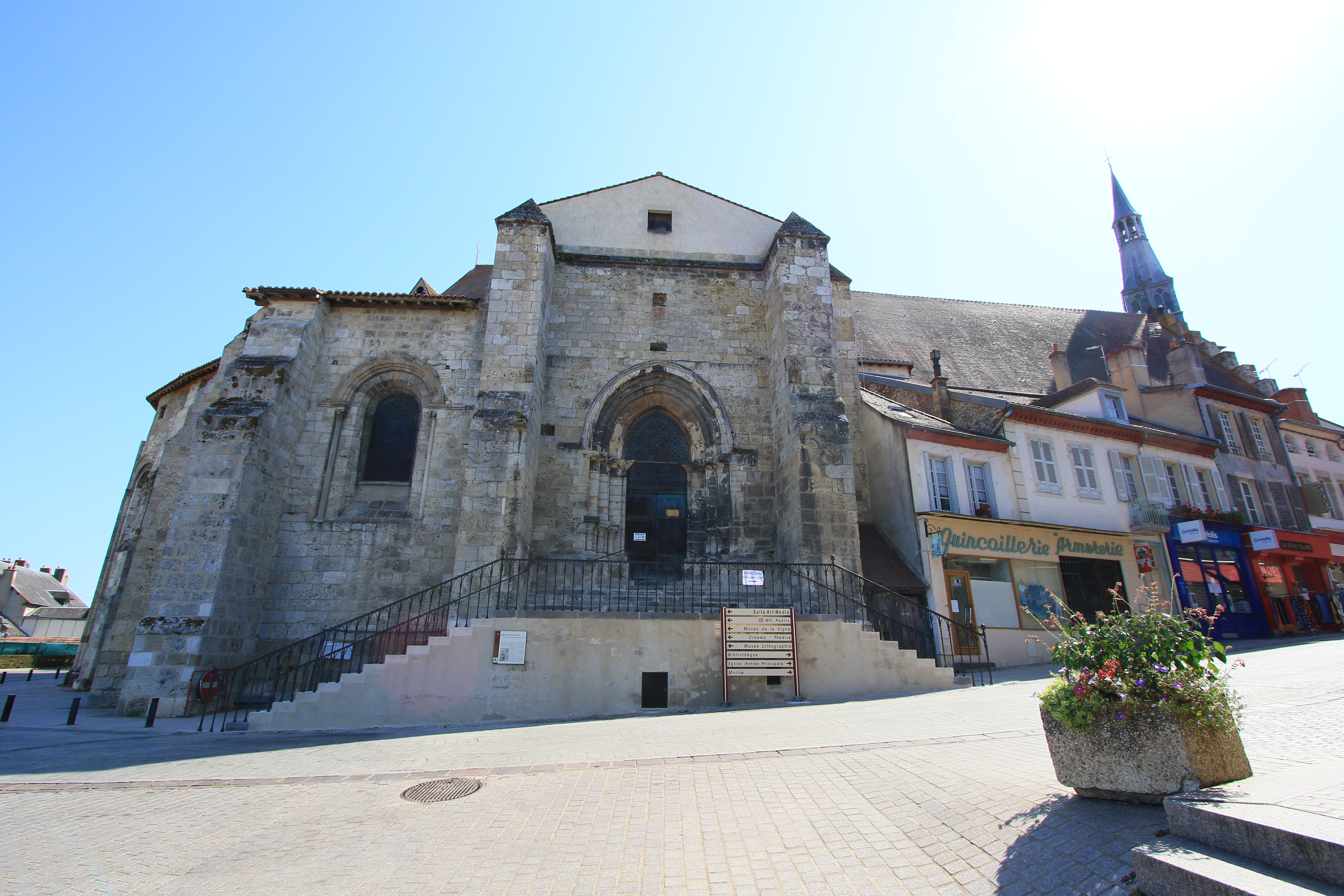
Vue générale
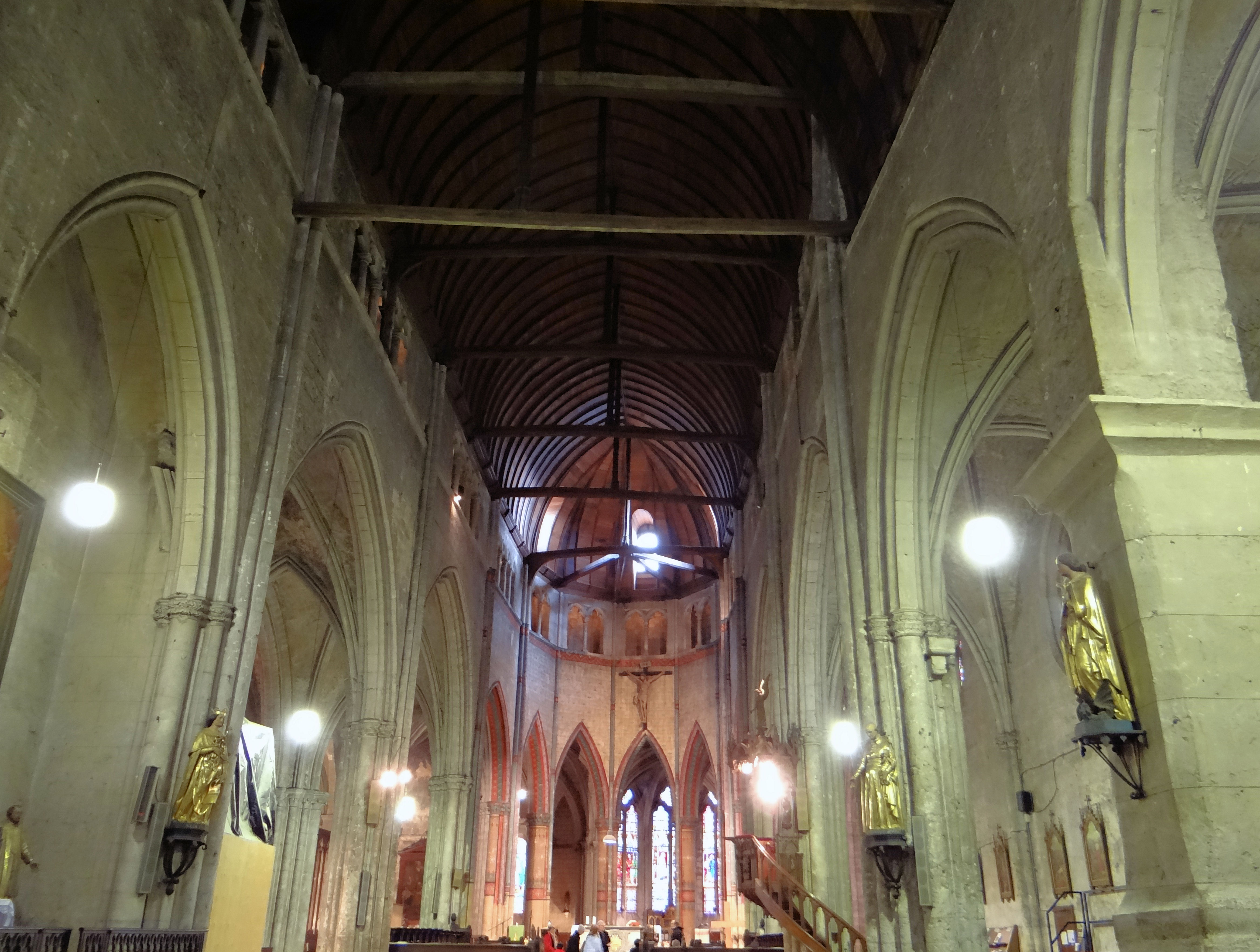
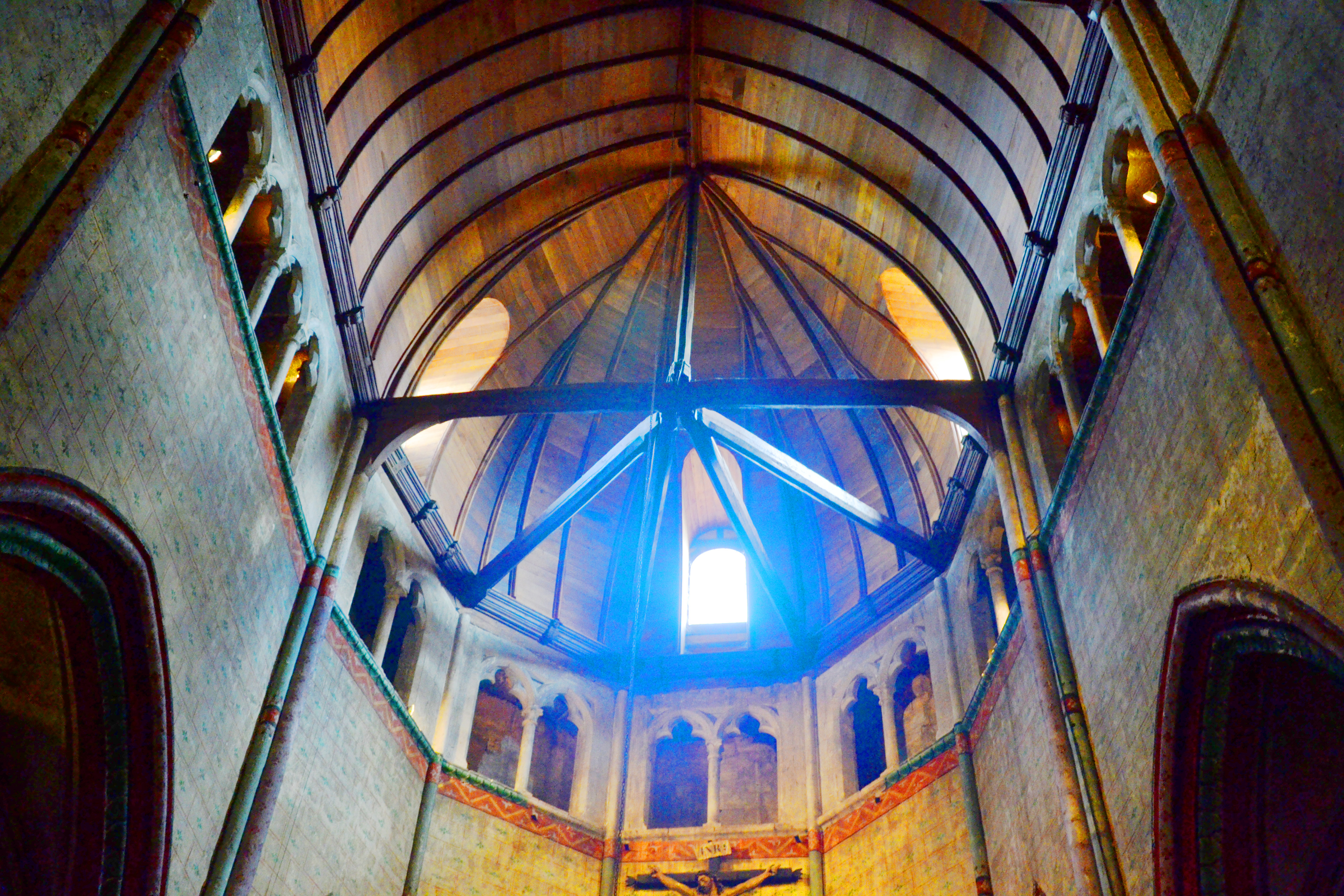
La charpente
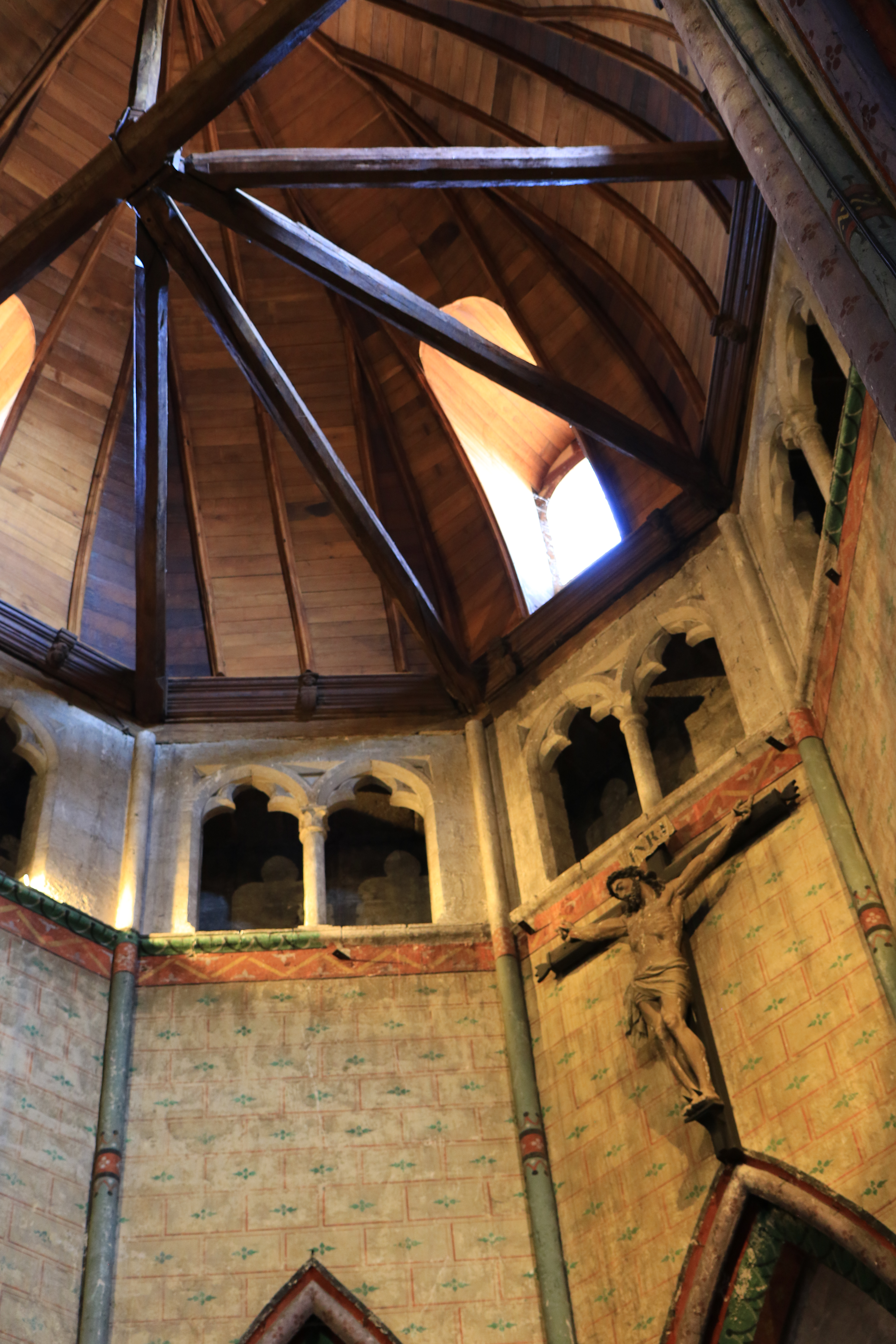
Christ en Croix et la charpente
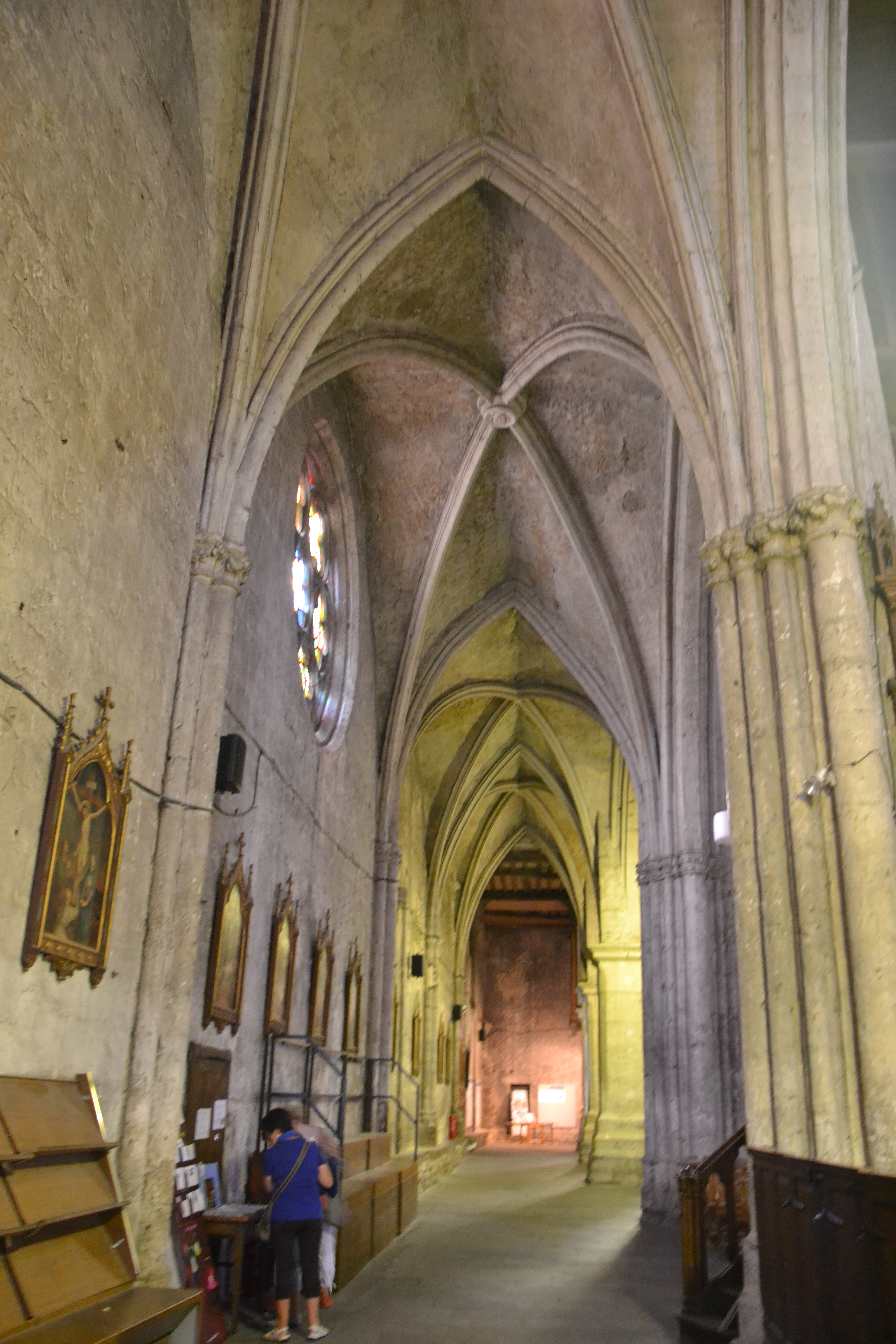
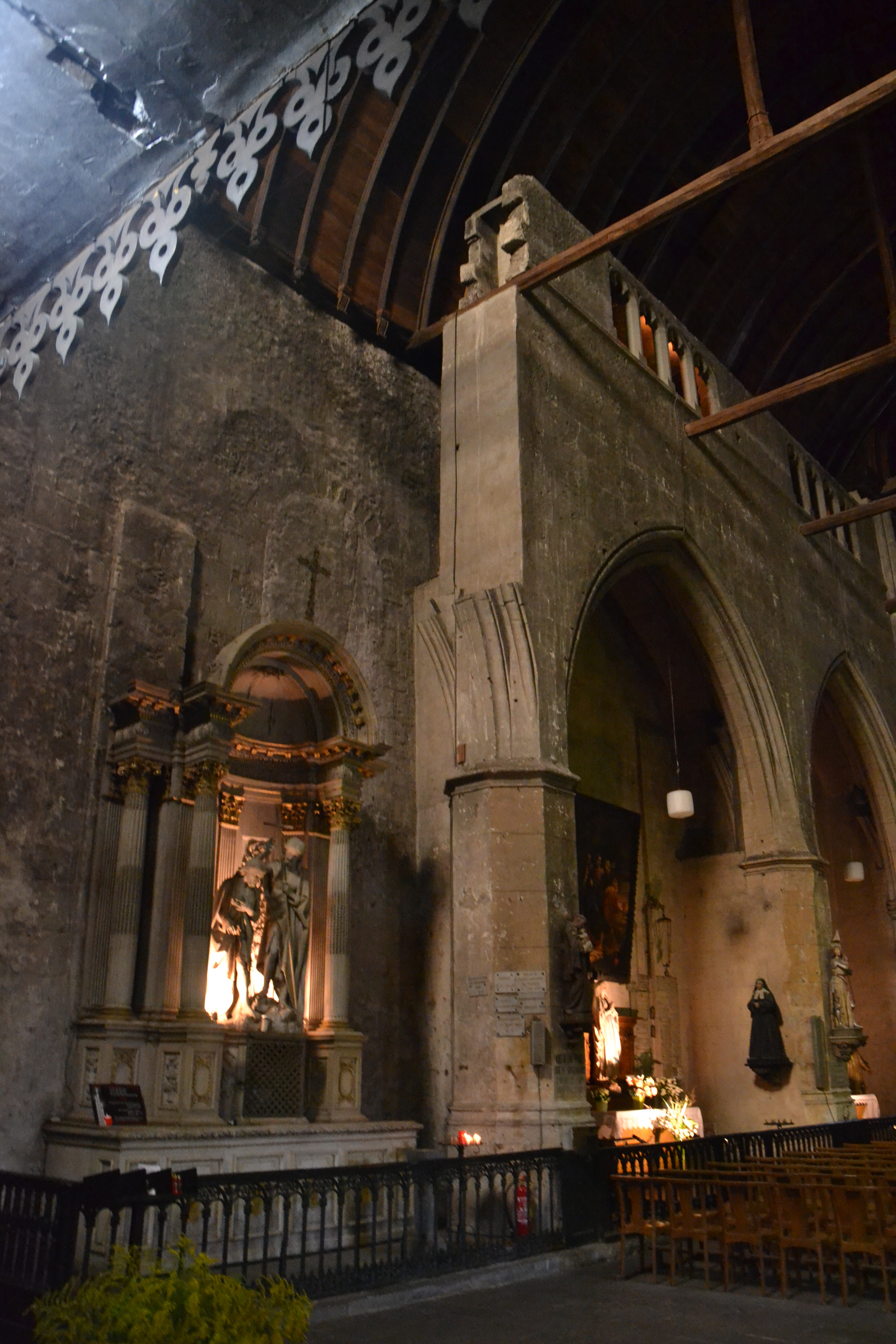
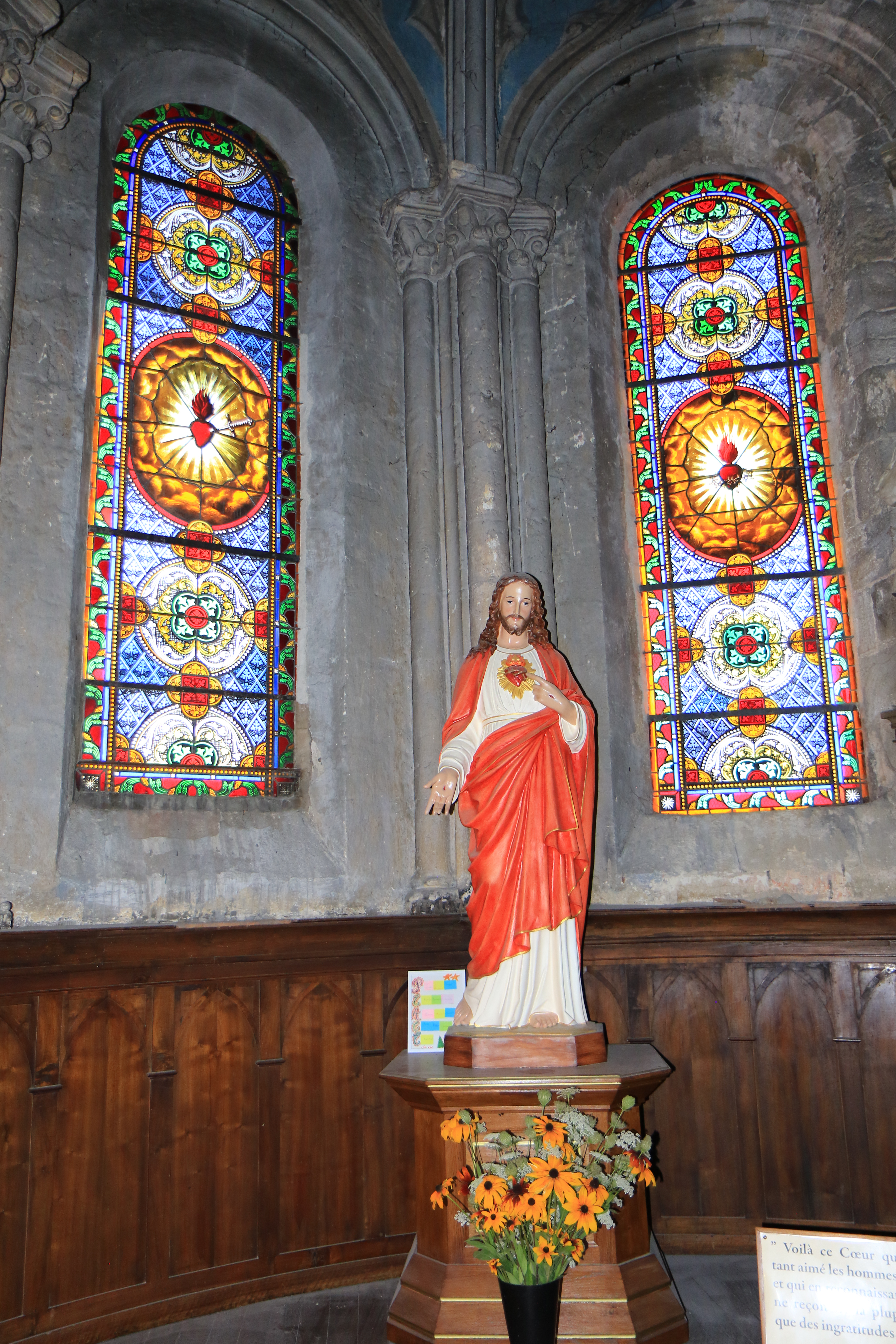
Statue - Cœur Sacré de Jésus
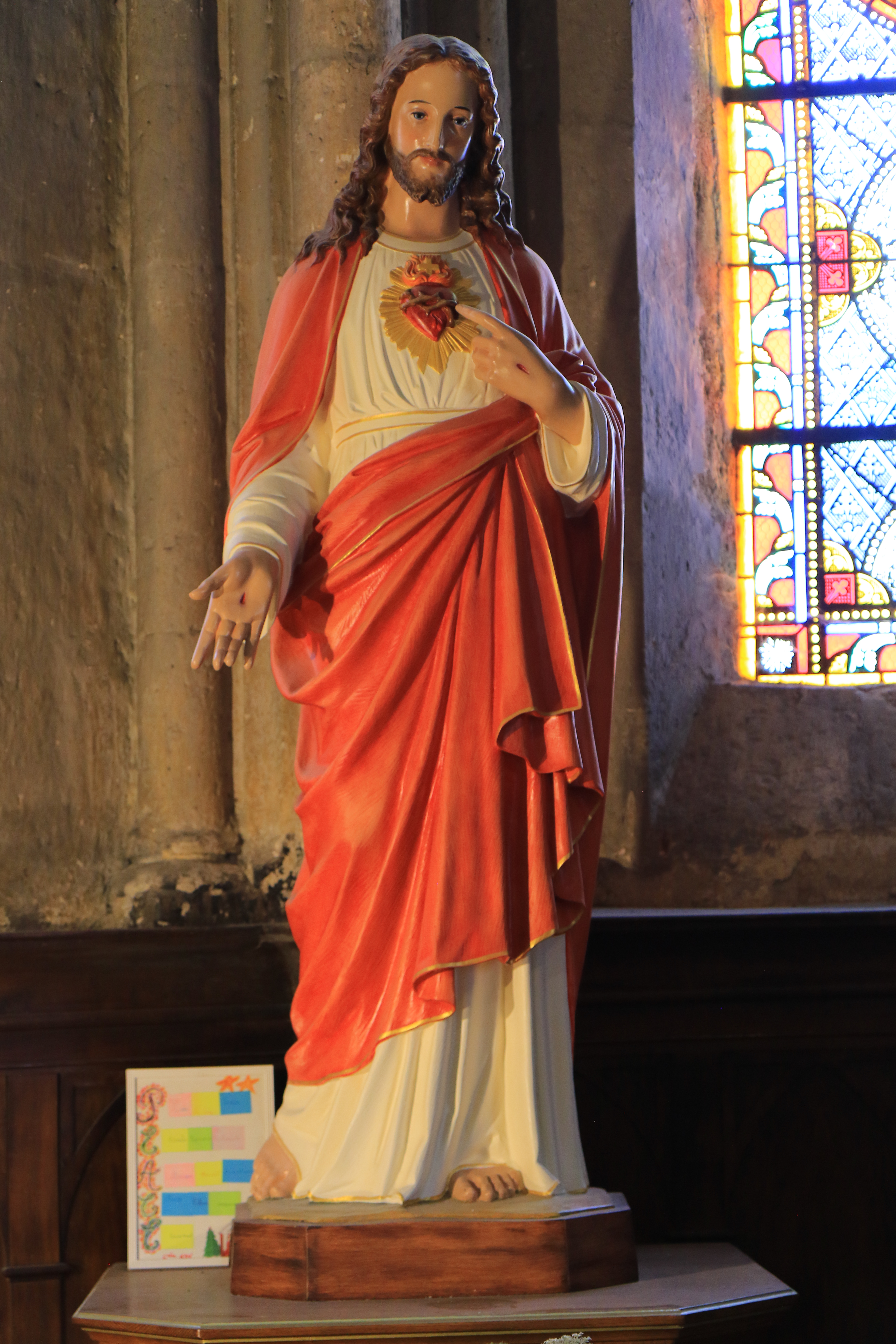
Jésus - Cœur Sacré
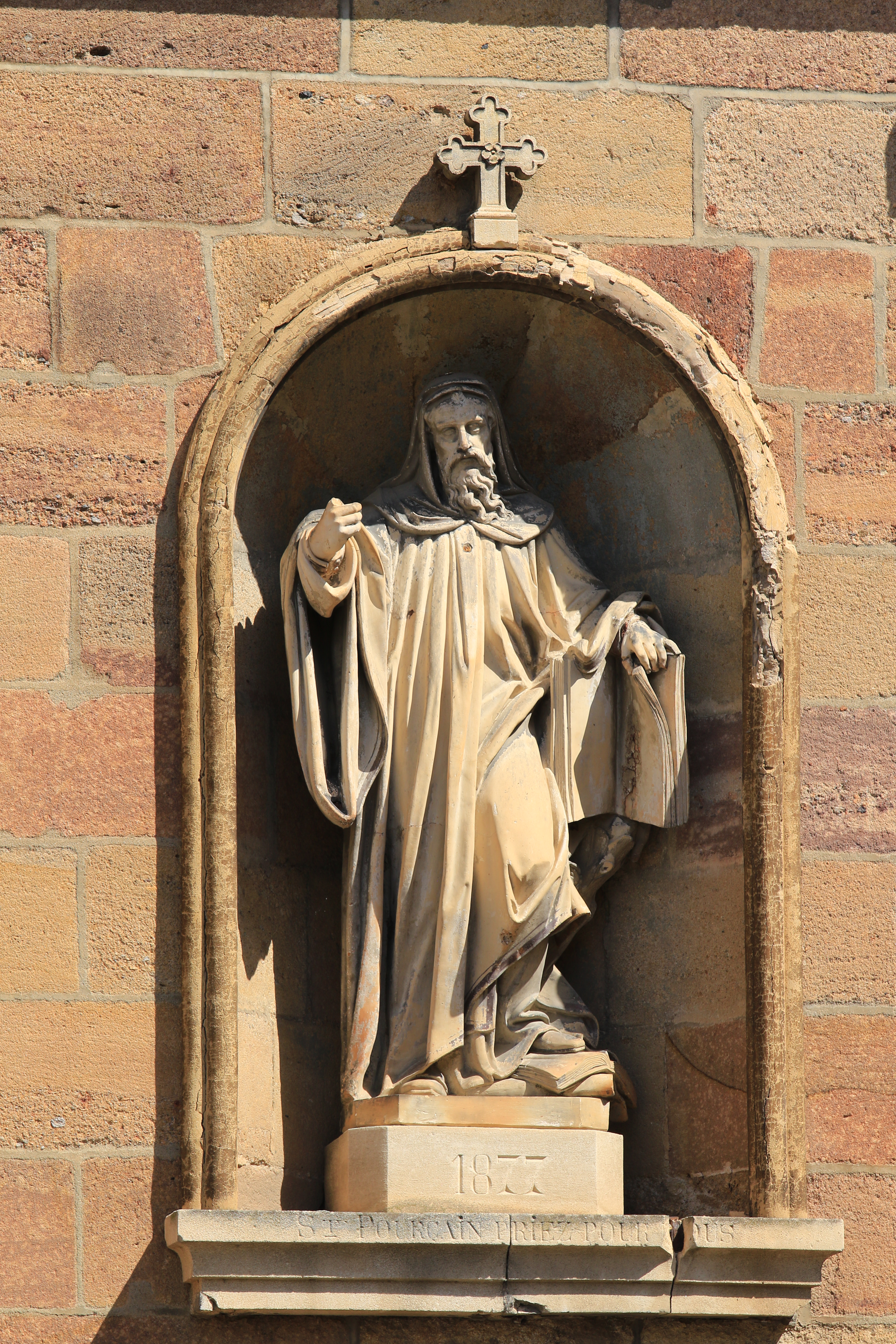
Façade extérieure